# Porsche 917
El Porsche 917 es un automóvil de carreras producido por el fabricante alemán Porsche AG de 1969 a 1970. Con él, la marca logró sus primeras victorias en las 24 Horas de Le Mans en las ediciones de 1970 y 1971.

## El nacimiento del 917

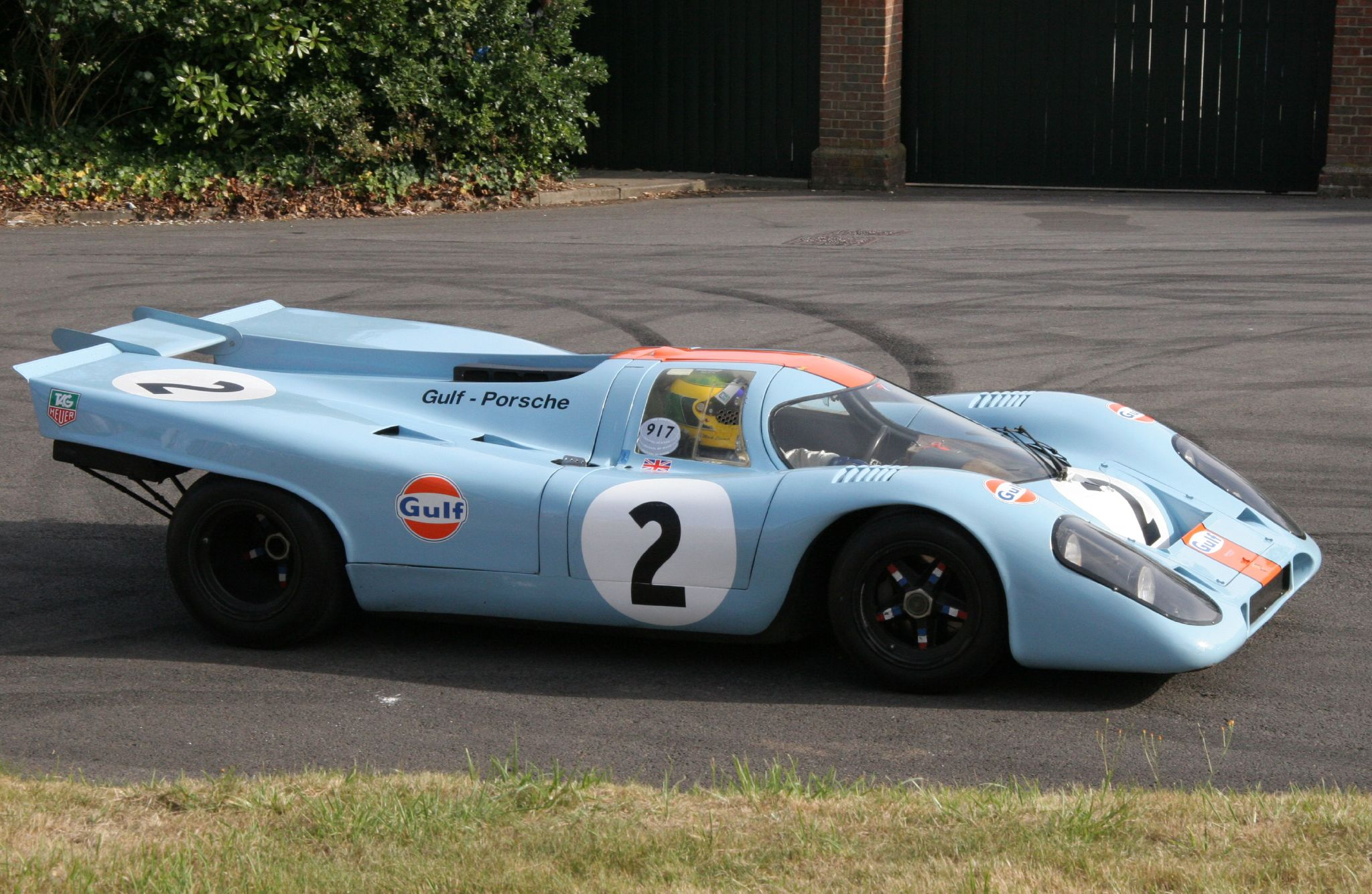
917 K de 1970 chasis #013 con los colores de Gulf, en el Festival de la Velocidad de Goodwood de 2006.

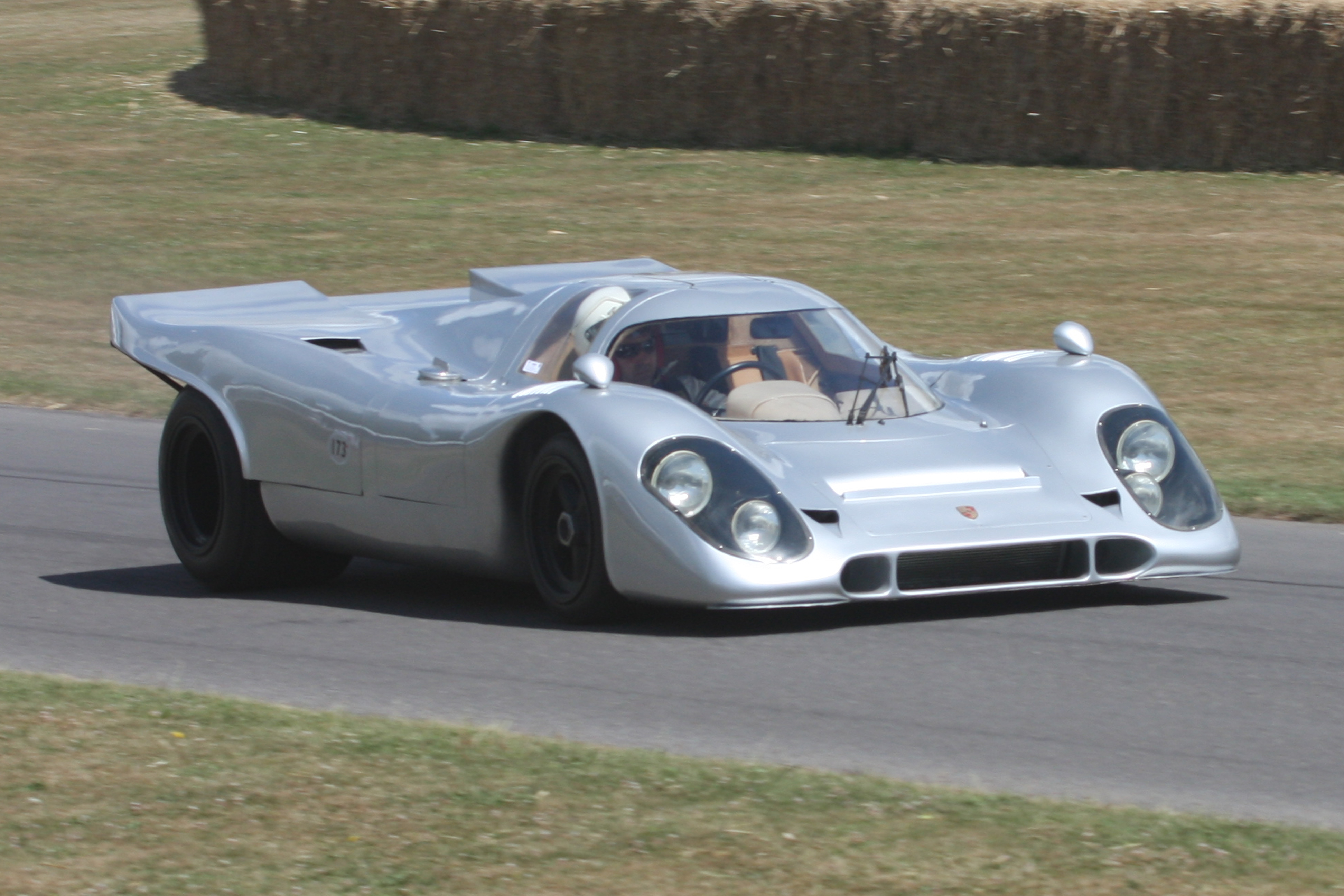
917 K de 1969 chasis #30, matriculado para uso de calle.

En un esfuerzo para reducir las velocidades alcanzadas por los prototipos Ford de 428 plg³ (7 litros), en las 24 Horas de Le Mans y otros circuitos rápidos de la época, como también para motivar a los fabricantes que ya estaban construyendo motores de 3 litros para carreras de Fórmula 1, la Commission Sportive Internationale, que en aquella época era la rama independiente de competición de la FIA, anunció que el Campeonato Mundial de Resistencia se correría con prototipos de 3 litros durante cuatro años desde 1968 hasta 1971.
Dado que la CSI sabía que pocos fabricantes estaban listos para inmediatamente responder a este desafío, es que la CSI permitió la participación en la categoría Sport de 5.0 litros fabricados en series de hasta 50, la cual se llamó Grupo 4, que apuntaba a coches como el Ford GT40 y el moderno Lola T70 coupé.
En abril de 1968, la CSI anunció que el volumen de producción mínima para poder competir en la categoría Sport de la Copa Mundial de Fabricantes, luego renombrada como el Campeonato Mundial de Sport Prototipos, se redujo de 50 a 25 unidades a partir de 1969 durante el período pautado de cambio de reglas hasta 1971, principalmente para permitir la homologación de los Ferrari 250 LM y Lola T70, que no se fabricaba en cantidades suficientes, a menos que se contaran también las versiones abiertas Can-Am T70, dado que aún existían muy pocos candidatos en la categoría de prototipos de 3 litros.
A partir de julio de 1968, Porsche se embarca en un gran y costoso esfuerzo para sacar ventaja de esta reglamentación. Dado que de hecho ya estaban reconstruyendo automóviles de carreras con nuevos chasis en forma rutinaria cada una o dos carreras, decidieron diseñar y construir 25 unidades de un automóvil completamente nuevo de 4494 cm³ (4,5 litros) para la categoría Sport con un objetivo implícito: obtener una victoria total en las 24 Horas de Le Mans. Así fue que en solamente diez meses se desarrolló el 917, basándose en el Porsche 908.
Cuando la fábrica Porsche fue visitada por primera vez por los inspectores de la CSI, solamente se habían terminado de fabricar tres automóviles, mientras que se estaban armando 18 automóviles y las partes para otros siete automóviles estaban almacenadas. Porsche trató de convencerlos de que si los armaban, luego los iban a tener que desarmar para poderlos preparar para competir. Los inspectores le negaron la homologación y solicitaron que se armaran los 25 coches que debían poder funcionar.
El 20 de abril Ferdinand Piëch expuso 25 modelos 917 estacionados al frente de la fábrica Porsche para que los inspectores de la CSI los vieran con el fin homologarlo. Piëch inclusive ofreció la oportunidad de manejar uno de los automóviles, oferta que los inspectores rechazaron. Sin embargo, las cosas no ocurrieron como se habían previsto. La carrocería de largo talle que se pretendía usar en Le Mans no resultó ideal para la estabilidad y, al final, los dos vehículos que fabricó fueron retirados, aunque en ese momento llevaba la delantera.
El 12 de marzo de 1969, un 917 color blanco fue expuesto en el Salón del Automóvil de Ginebra, su trompa era verde y tenía impreso en negro el número 917. La breve información sobre el automóvil indicaba un precio al contado de 140 000 DM, aproximadamente 16 000 £, según el tipo de cambio de ese momento, o sea, el valor de unos diez Porsche 911.
En 1975, Gregorio Rossi di Montelera adquirió la unidad con el chasis #30 para uso de calle. Tras las necesarias modificaciones, como la añadidura de silenciador al tubo de escape, espejos retrovisores y pintura uniforme entre otros, el vehículo fue inicialmente matriculado con una placa estadounidense, dado que Porsche no conseguía las correspondientes homologaciones para su matriculación europea. Este vehículo en concreto que era el último de los 917 fabricados, había disputado una única carrera parcialmente: "Los 1000 km de Zeltweg" el 27 de julio de 1971. Con Helmut Marko y Gérard Larrousse como pilotos, el vehículo se retiró de carrera tras el reventón de una rueda y se devolvió a la fábrica donde fue utilizado como vehículo de pruebas antes de ser almacenado. En 1975 sabiendo de su existencia Gregorio Rossi, quien era un importante patrocinador de la marca y conocido amante del automovilismo, contactó con Weissach de Porsche, quien aceptó el reto de convertir esta unidad en un vehículo de calle, el cual aparece todavía matriculado en 2014, a nombre de su hijo Manfredo Rossi di Montelera.

## Historia en las carreras

### 1969

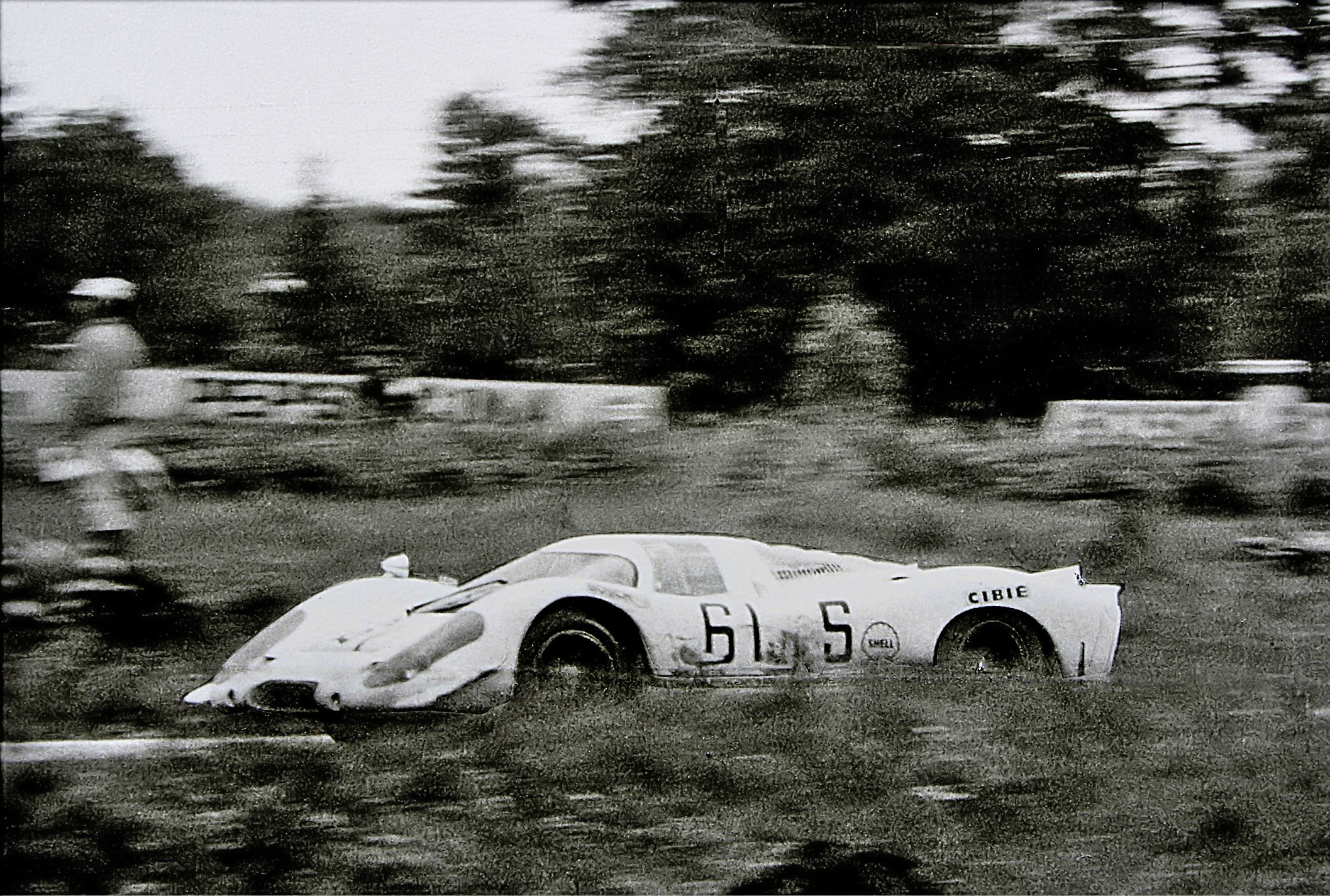
En la carrera de los 1000 km de Nürburgring.

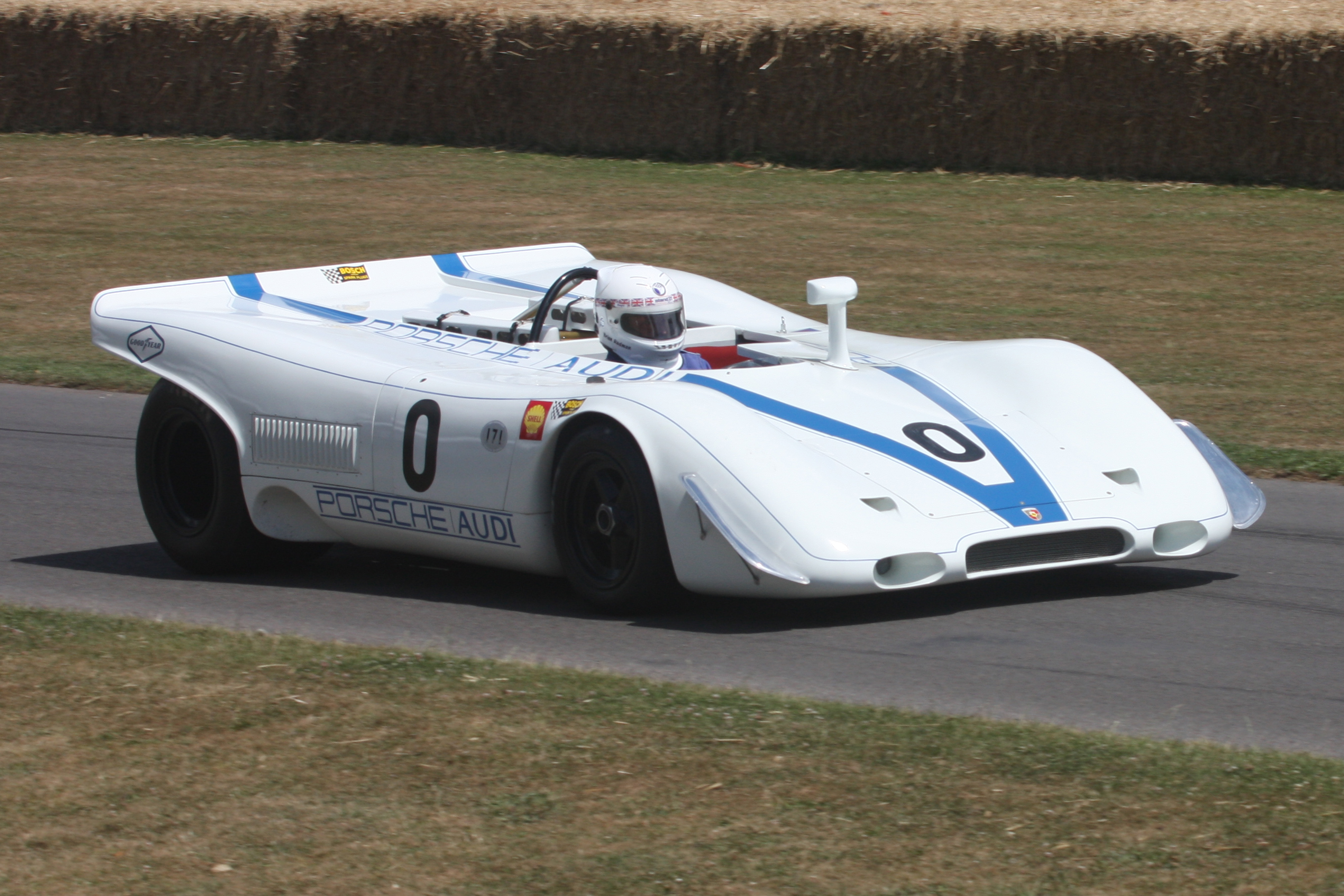
917 PA de Joseph Siffert.

Al comenzar las pruebas, pronto se hizo evidente que el 917 tenía algunas dificultades en la pista.

"Era sumamente inestable, necesitando toda la carretera cuando iba a máxima velocidad…"
contaba Brian Redman.

Muchos pensaban que el motor de 4494 cm³ (4,5 litros) era demasiado potente para el chasis. Los principales sospechosos eran la suspensión y la estabilidad del marco, pero las modificaciones probadas no mejoraban el problema. Como el 917 era 30 km/h (18,6 mph) más rápido que cualquier otro vehículo construido con anterioridad para Le Mans, finalmente se descubrió que la carrocería con cola larga estaba generando demasiada fuerza descendente en las rectas. Al igual que con Porsche previos de menor potencia, su aerodinámica había sido optimizada para tener una baja resistencia para maximizar el rendimiento en las secciones rectas de Le Mans, Spa Francorchamps, Monza y otros circuitos. Todavía no existía conciencia sobre la importancia que la fuerza de empuje vertical tiene en el rendimiento de los vehículos, cuando por esa época los automóviles Canadian-American Challenge Cup (Can-Am) y de Fórmula 1 ya utilizaban alerones.
Previo a su debut en competición el 11 de mayo de 1969 en los 1000 km de Spa, las condiciones del tiempo no permitieron realizar pruebas para desarrollar nuevas mejoras. Jo Siffert y Brian Redman lograron dar una vuelta no oficial en 3:41,9 que hubiera sido mejor que el mejor tiempo registrado en los entrenamientos que era de 3:42,5 por un Lola, pero ellos eligieron utilizar el 908LH de cola larga con el cual ganaron la carrera y dieron la vuelta más rápida en 3:37,1. Gerhard Mitter-Udo Schütz habían comenzado la carrera desde la octava posición, pero el motor falló después de una vuelta.
Tres semanas después el 1 de junio en los 1000 km de Nürburgring, todos los conductores prefirieron el 908 comparado con el 917, el cual, a pesar de algunas modificaciones, no resultaba adecuado para esa pista con tantas curvas. Como era necesario promocionar el auto para vender los que se habían fabricado, Porsche le pidió a BMW le facilitara los servicios de los pilotos de prueba de la fábrica Hubert Hahne y Dieter Quester. Ellos practicaron, pero desde Múnich negaron el permiso para la carrera, por lo que el inglés David Piper y el australiano Frank Gardner fueron contratados en un contrato corto. Condujeron el 917 alcanzando el octavo puesto detrás de un Ford y un Alfa Romeo, mientras que el ejército de seis automóviles 908/02 Spyder de la fábrica, lograron las posiciones del 1 al 5 después de que fallara su único competidor de calibre, que era una Ferrari 312P.
La octava carrera fue el 15 de junio en las 24 Horas de Le Mans, donde resultaron ganadores Jacky Ickx-Jackie Oliver en un Ford GT40, seguidos en segundo lugar por Hans Herrmann-Gérard Larrousse en un Porsche 908 LH y en tercer lugar David Hobbs-Mike Hailwood, también en otro Ford GT40. Ningún 917 pudo llegar al podio.
La novena carrera fue el 12 de julio en las 6 Horas de Watkins Glen, donde participaron dos 908 Spyder y dos modelos privados, y tres de esos cuatro coches terminaron en los tres primeros lugares. Además, Vic Elford con un 908 ganó la clasificación. Mientras tanto, en Nürburgring se ensayaban y experimentaban distintos elementos sobre los 917 y, aunque mejoraron notoriamente, no llegaron en ese momento a igualar los tiempos logrados por los 908 Spyder.
La décima carrera fue el 10 de agosto en los 1000 km de Zeltweg, donde el 917 logró su primera victoria en manos de Siffert-Kurt Ahrens Jr., en segundo lugar Jo Bonnier- Herbert Müller en un Lola T70 y en tercer lugar otro 917 de Redman-Richard Attwood.

### 1970

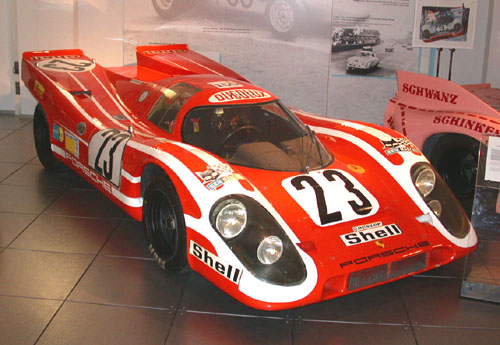
Kurzheck Coupé (917 K), chasis #917-023 del equipo Porsche Salzburg, ganador de las 24 Horas de Le Mans.

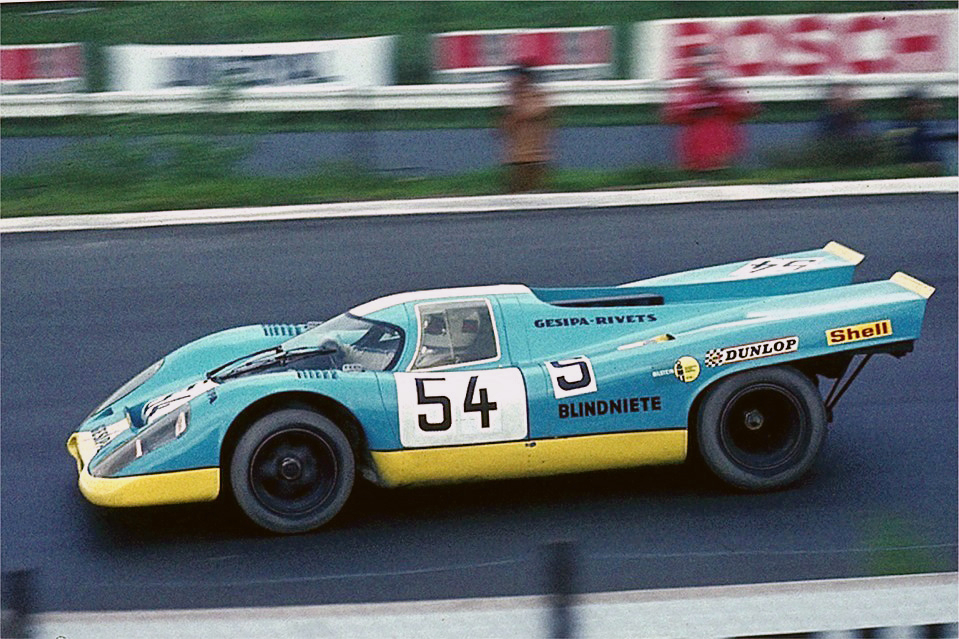
917 K en Nürburgring conducido por Helmut Kelleners.

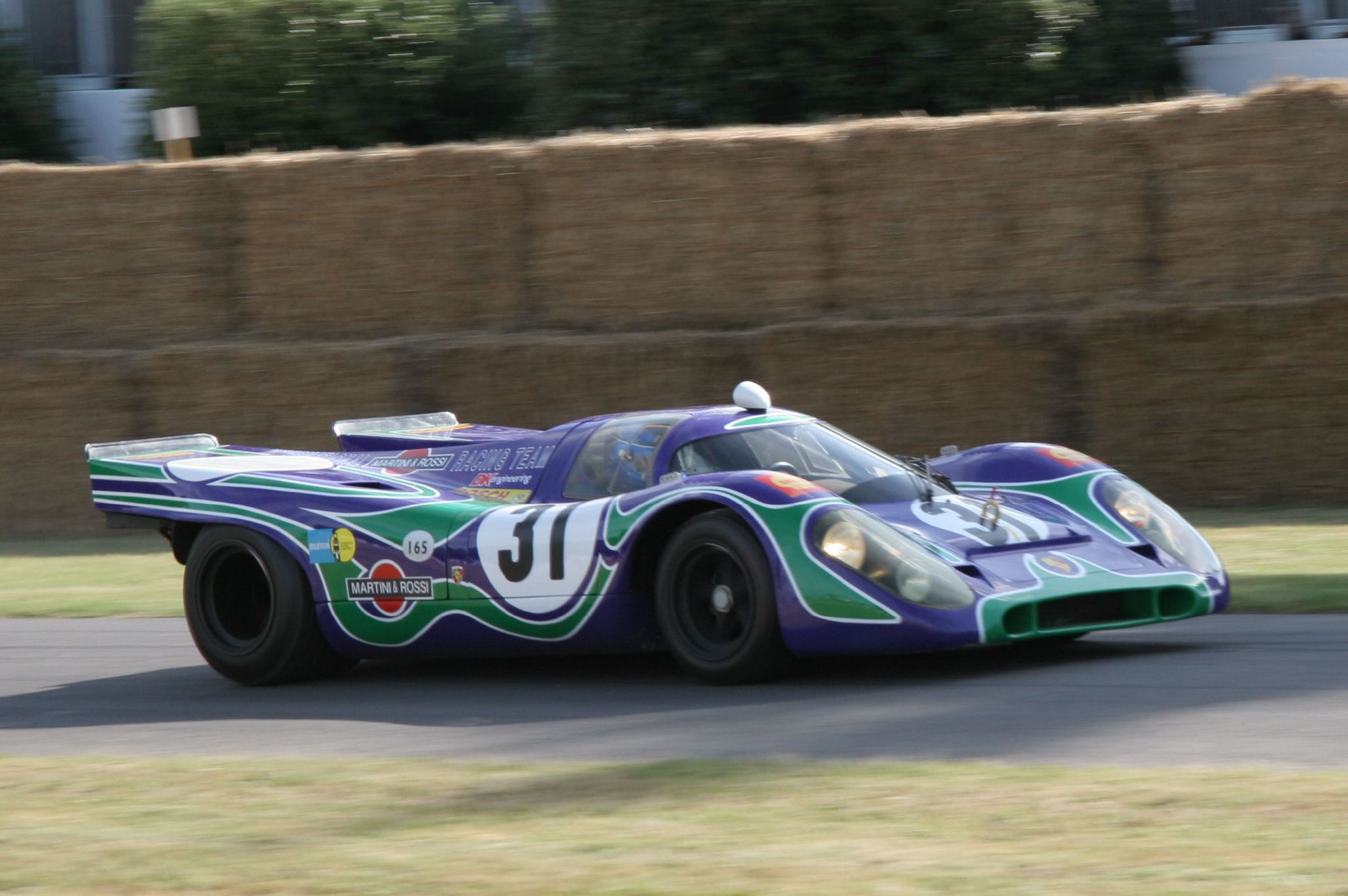
917 L con la librea azul y verde "psicodélico" de Martini Racing, que terminó segundo en las 24 Horas de Le Mans, circulando en el Festival de la Velocidad de Goodwood de 2006.

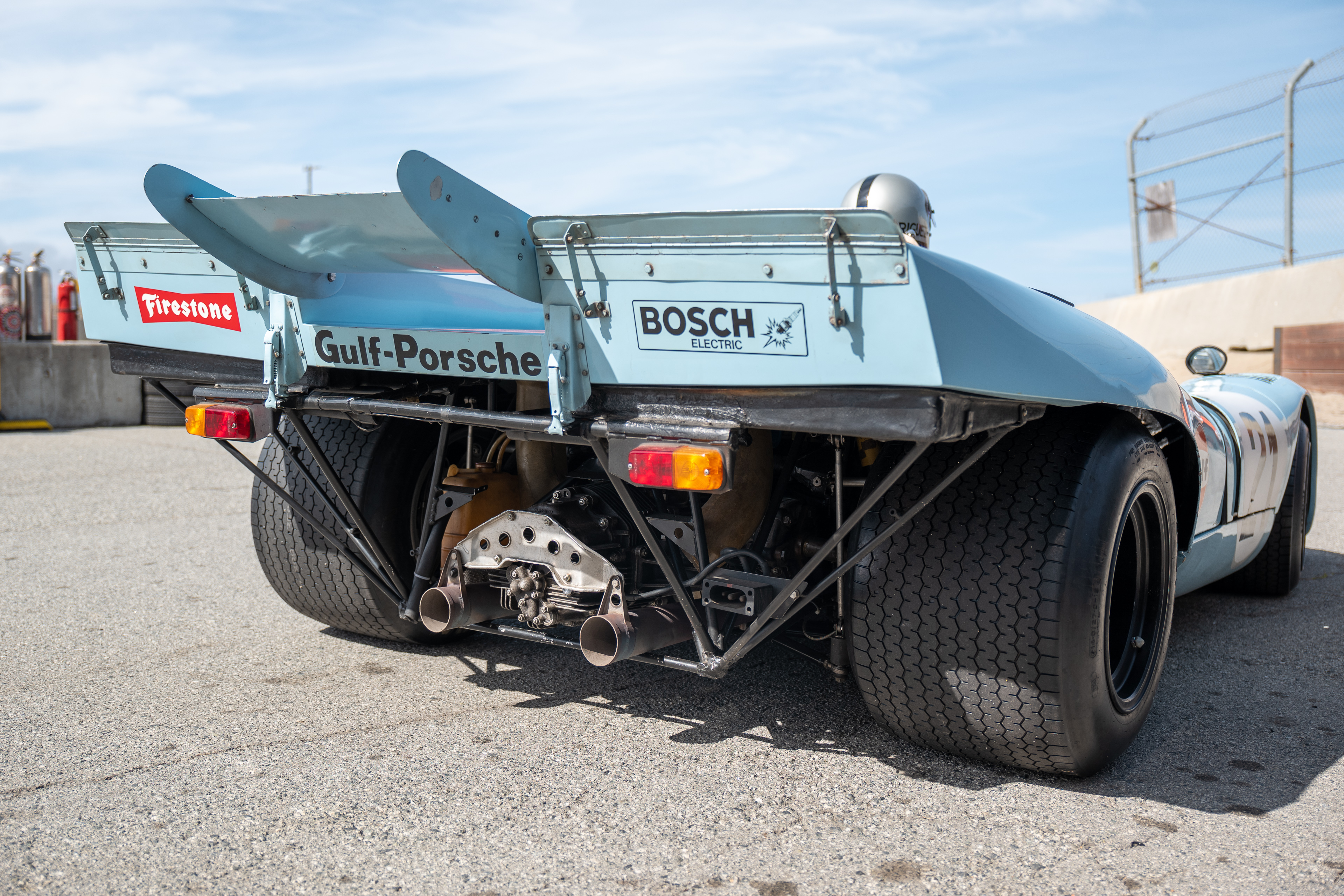
Vista trasera.

En 1970, hizo su aparición el 917 K, donde la "K" significaba Kurt ("corto" en alemán), en referencia a su carrocería de longitud reducida. Con su cola elevada hacia arriba y el frontal modificado para mejorar las prestaciones aerodinámicas, los pilotos eran imparables y terminaron ocupando el primer y segundo puesto. Al año siguiente se repitió el mismo esquema, ya que con más de 600 CV (592 HP; 441 kW), obtuvo los dos primeros puestos en Le Mans por segundo año consecutivo. El coche que obtuvo la victoria fue conducido por Helmut Marko y Gijs Van Lennep, quienes lograron una velocidad media récord de 221 km/h (137 mph). En ese año, de los 51 participantes en Le Mans, 24 conducían Porsche siendo la tercera parte de ellos 917, lo que demostraba su excepcional conducción. Las ventas de Porsche aumentaron impresionantemente como resultado de las victorias del 917 en los circuitos.
Ya con sus objetivos cumplidos, el 917 cruzó el Atlántico para competir en la Can-Am. Para ello se prescindió del techo, pero se añadieron dos turbocompresores. El modelo dominó la competición en 1972 y repitió en 1973, año en el que ya fueron capaces de generar alrededor de 1100 CV (1085 HP; 809 kW) y de superar los 400 km/h (249 mph).
Iniciaron en los 1000 km de Buenos Aires, en la que al ser una competencia que no otorgaba puntos oficiales para el campeonato, Porsche se abstuvo de participar oficialmente, confiando en el esfuerzo del equipo de David Piper, mientras que Brian Redman logró superar los problemas, aunque fue en vano cuando salió de la calzada y recorrió varios metros y quedó enceguecido por el polvo, hasta que el coche se detuvo con el tren delantero con la carrocería y la dirección averiadas, lo que provocó el abandono. El 18 de enero participaron en las 200 Millas de Buenos Aires que tampoco otorgaba puntos oficiales, en la que Piper y Redman volvieron a decepcionar en su segunda presentación por un problema de subviraje, motivado por la cola corta del prototipo utilizado en Argentina, en lugar de la larga.
Empezaron una nueva temporada el 1 de febrero, en la primera carrera de las 24 Horas de Daytona, donde la oportunidad de Ferrari de atacar las posiciones del coche de Pedro Rodríguez y Leo Kinnunen, se vio restringida por la aparición de una fisura de considerables dimensiones en la cola del coche, que derivó en una perjudicial parada en los pits. El coche de Siffert-Redman tendría que haber sido el ganador y no ocurrió así, porque primero falló un neumático y luego los frenos y el sistema eléctrico. Libre de imprevistos en cambio, el otro 917 con la regularidad ya probada del mexicano Pedro Rodríguez y las dotes de Leo Kinnunen de Finlandia, ganaron sin problemas la carrera.
La segunda carrera fue el 21 de marzo en las 12 Horas de Sebring, donde el equipo de John Wyer adaptó nuevas mazas delanteras a sus coches, mismas que no habían sido previamente probadas y fallaron durante la carrera. En particular Siffert-Redman abandonaron a las 11 horas de carrera; Herrmann-Linns abandonaron a causa de la rotura del motor; y Vic Elford-Kurt Ahrens también abandonaron por una colisión en la parte trasera que dañó irreparablemente la suspensión.
La tercera carrera fue el 12 de abril en los 1000 km de Brands Hatch durante una jornada excepcionalmente nublada y lluviosa, donde Pedro Rodríguez dictó cátedra de manejo, aplastando toda oposición y conduciendo él todo el tiempo, salvo algunas vueltas en las que Kinnunen lo suplantó para cumplir con el reglamento.
La cuarta carrera fue el 25 de abril en los 1000 km de Monza, donde Siffert-Redman eran los más veloces, pero los italianos no se daban por vencidos. Sin embargo, aunque Siffert-Redman se retrasaron, Rodríguez-Kinnunen volvieron a ganar y pese a que una Ferrari terminó en el segundo lugar, el dominio comenzó a hacerse evidente.
La quinta carrera fue el 3 de mayo en la Targa Florio, donde dadas las especiales características del trazado en el que se corrió ésta competencia, no participó el 917, ya que Porsche optó por presentarse con el 908/03, en la que triunfaron Siffert-Redman.
La sexta carrera fue el 17 de mayo en los 1000 km de Spa, donde la dupla Siffert-Redman vuelven a triunfar, esta vez con el 917, mientras que Rodríguez-Kinnunen abandonaron después de romper la caja de cambios.
La séptima carrera fue el 31 de mayo en los 1000 km de Nürburgring, donde no volvió a participar el 917, ya que ganaron Vic Elford-Kurt Ahrens con un 908/03.
La octava carrera fue el 16 de junio en las 24 Horas de Le Mans, donde ganó un 917 conducido por Herrmann-Attwood, integrantes del equipo Porsche Salzburg.
La novena carrera fue el 11 de julio en las 6 Horas de Watkins Glen, donde arrasaron los dos autos de Wyer que llegaron primero y segundo entre las parejas Rodríguez-Kinnunen y Siffert-Redman, respectivamente, quienes casi regalan la carrera a un Ferrari que finalizó tercero a solamente dos horas de largada y con tres vueltas de ventaja.
La décima carrera fue el 11 de octubre en los 1000 km de Zeltweg, donde ganaron Siffert-Redman seguidos por Andrea de Adamich-Henri Pescarolo con un Alfa Romeo.

### 1971

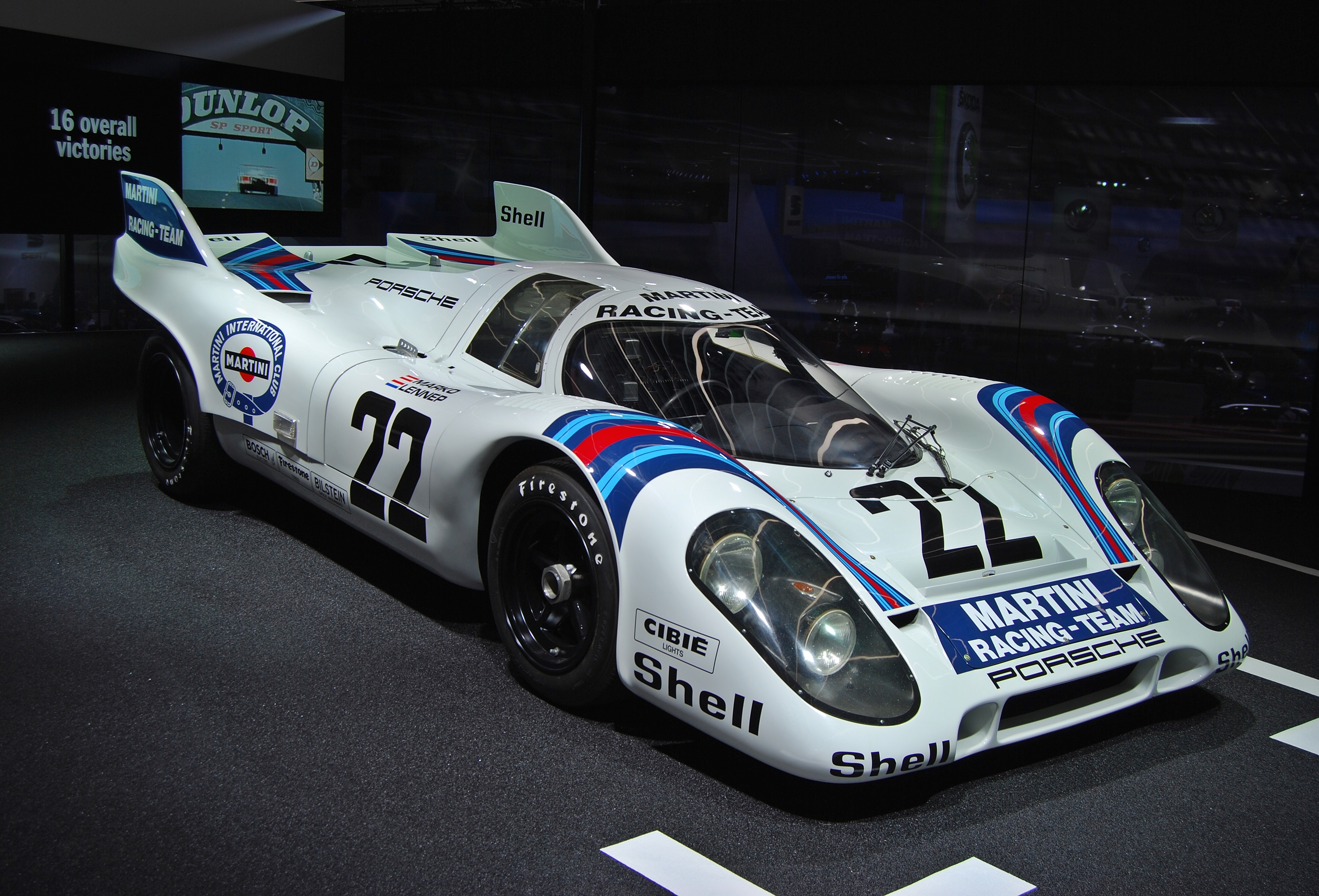
917 K del equipo Martini Racing ganador de las 24 Horas de Le Mans conducido por Van Lennep-Marko, en el Salón del Automóvil de Fráncfort de 2013.

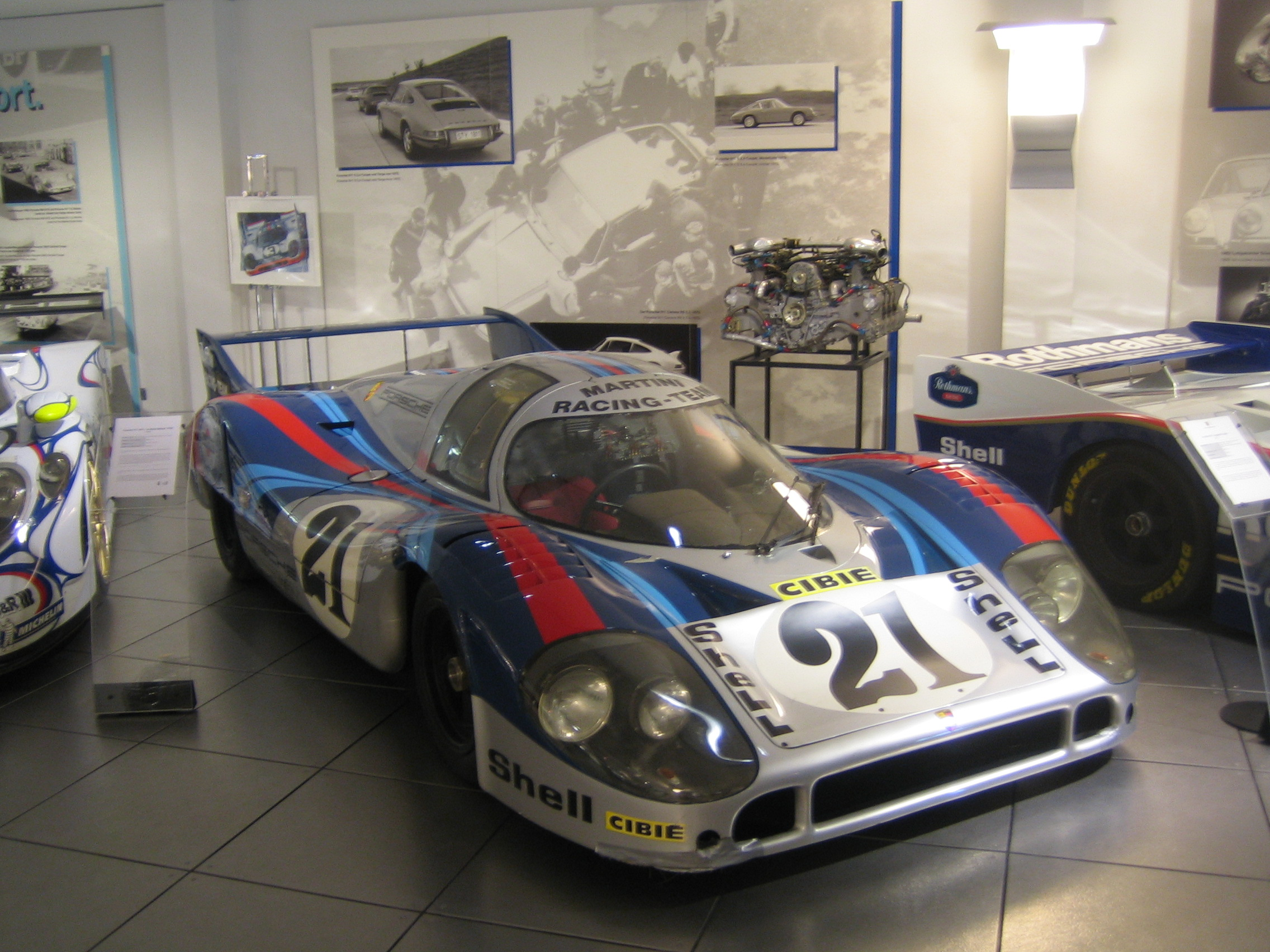
917 4.9 LH Coupé.

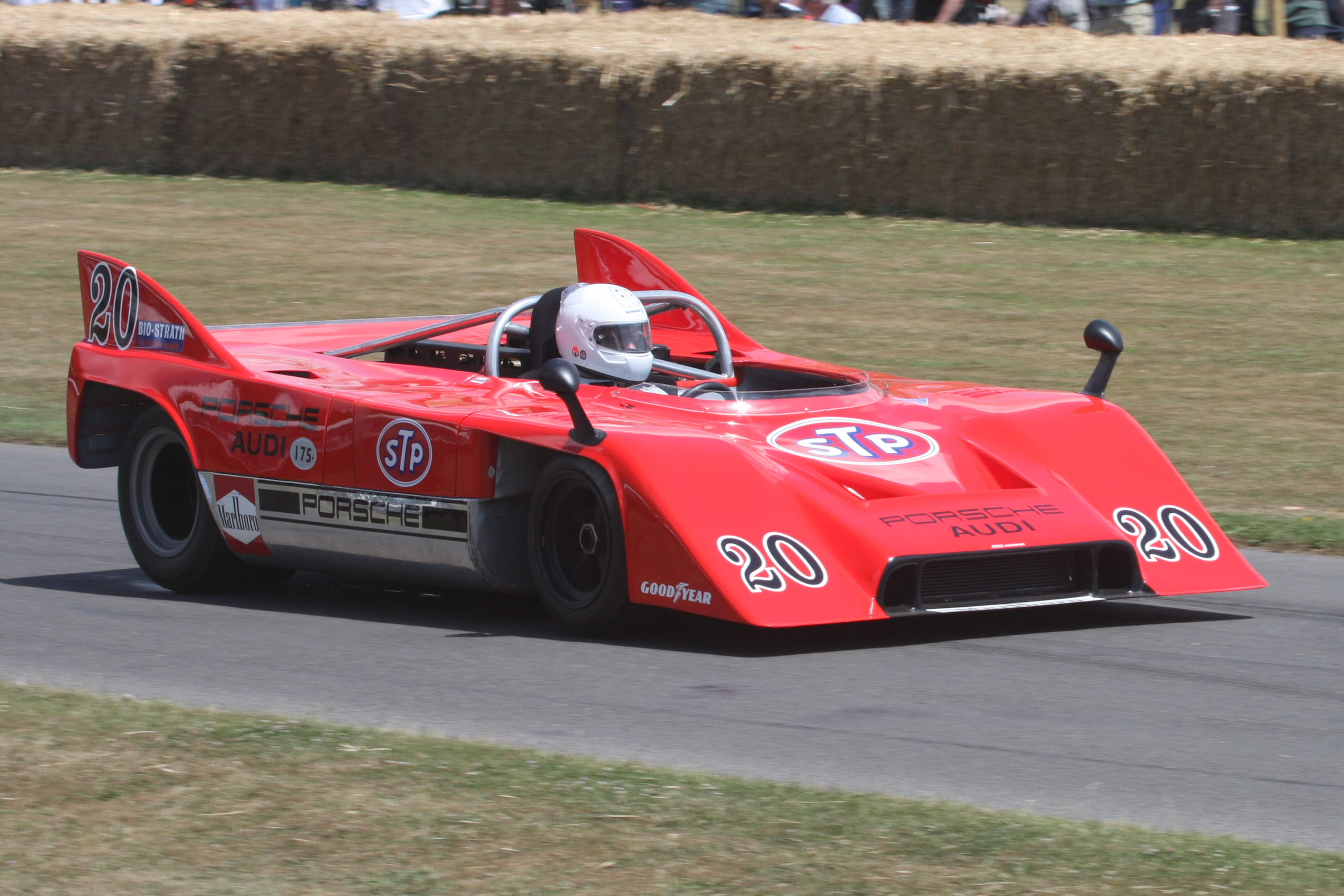
917/10 4.9 litros Can-Am de Joseph Siffert.

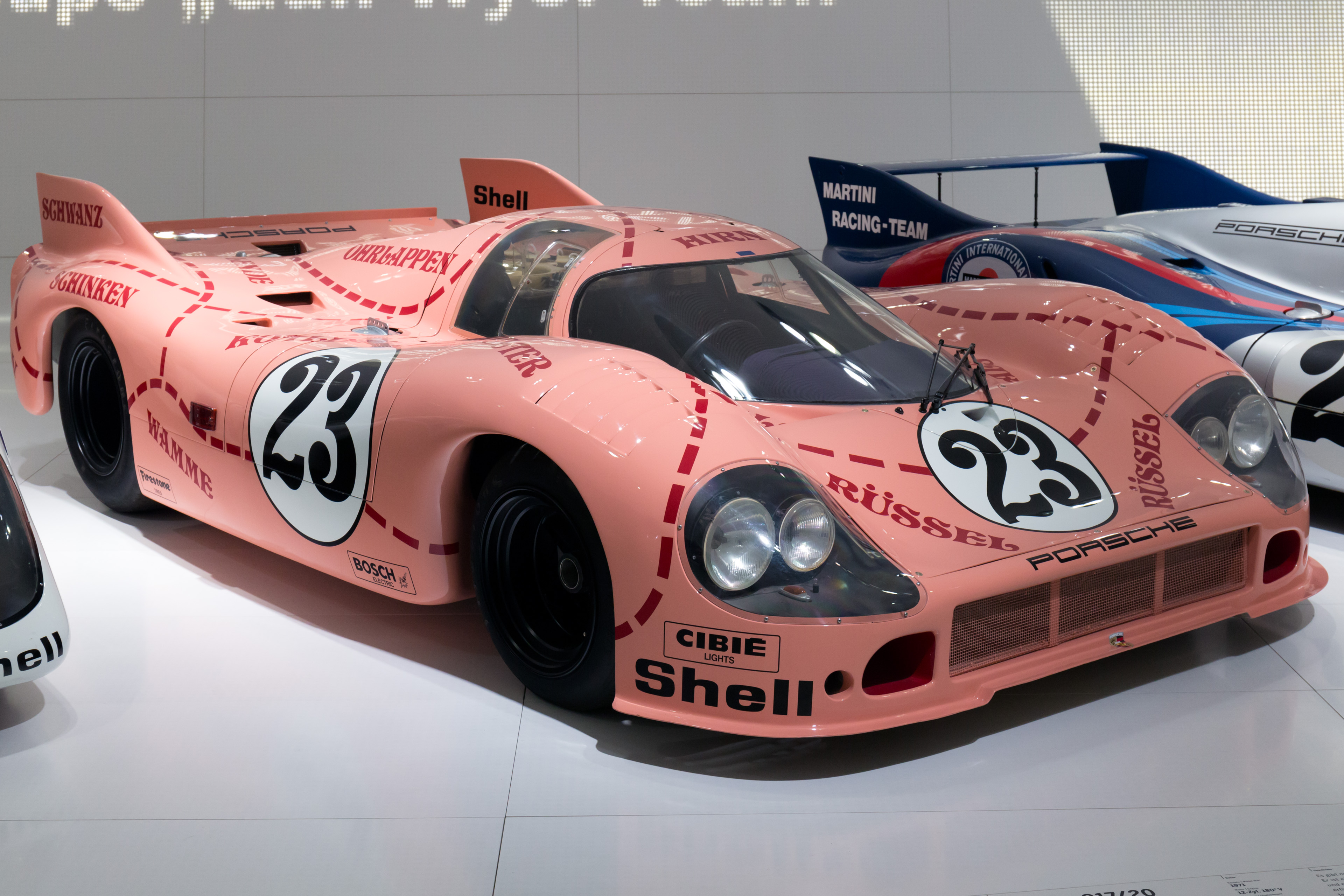
917/20 coupé "Pink Pig" en el Museo Porsche.

La 1.ª carrera fue el 10 de enero en los 1000 km Buenos Aires, donde el equipo John Wyer-Gulf fue el gran ganador, con el primer puesto logrado por Siffert-Derek Bell y el segundo por Rodríguez-Oliver. Los dos pilotos estrella del equipo Siffert y Rodríguez, estrenaron coequiperos. Pedro Rodríguez fue el piloto más aplaudido de los extranjeros que subieron al podio. Algunos decían que porque era el único que hablaba español y otros, porque era el más sociable de todos.
La 2.ª carrera fue el 31 de enero en las 24 Horas de Daytona, que se decidieron tras un angustioso final a favor Rodríguez-Oliver, gracias a que el mexicano supo contener la carga de Ronnie Bucknum y Mark Donohue, quienes terminaron con sus Ferrari en ese orden en uno de los finales más reñidos del historial de la prueba.
La 3.ª carrera fue el 20 de marzo en las 12 Horas de Sebring, donde faltando tres horas para terminar ganaron Larrouse-Elford en un 917 K, quedando como saldo que la poderosa escuadra de Wyer perdió el invicto, sufriendo un serio revés durante una jornada polémica.
La 4.ª carrera fue el 4 de abril en los 1000 km de Brands Hatch, donde ganó el Alfa Romeo T33/3 del Autodelta SpA conducido por Andrea de Adamich-Henri Pescarolo, segundos fueron Jacky Ickx-Clay Regazzoni en un Ferrari 312PB y terceros Siffert-Bell en un 917.
La 5.ª carrera fue el 25 de abril en los 1000 km de Monza, donde Vic Elford finalmente rompió el motor de su coche y Siffert heredó el liderazgo en ese momento, aunque Rodríguez-Oliver se hicieron con el triunfo, quedando segundos Siffert-Bell.
La 6.ª carrera fue el 9 de mayo en los 1000 km de Spa Francorchamps, donde los 917 K del equipo John Wyer dominaron el circuito y destruyendo todos los récords existentes para cualquier categoría. Bell ganó la clasificación, mientras que su compañero Siffert se adueñó del récord de vuelta. Rodríguez finalmente ganó la carrera en pareja con Oliver.
La 7.ª carrera fue el 16 de mayo en la Targa Florio, donde los Alfa Romeo T33/3 hicieron el 1-2 seguidos por un Lola T212 Ford en el tercer lugar, por lo que ningún Porsche llegó al podio.
La 8.ª carrera fue el 30 de mayo en los 1000 km de Nürburgring, donde ganaron Elford-Larrousse, Rodríguez-Oliver en segundo y seguidos por Van Lennep-Marko en tercer lugar, todos ellos en un 908/03.
La 9.ª carrera fue el 13 de junio en las 24 Horas de Le Mans, donde Gijs Van Lennep y Helmut Marko consiguieron su primer triunfo en la categoría Sport con un 917 K del equipo Martini Racing, mientras que en segundo lugar y a dos vueltas de los ganadores, finalizaron Attwood-Müller también en un 917 K del equipo John Wyer. Rodríguez-Oliver tuvieron que abandonar, debido a que los conductos de aceite se habían roto.
La 10.ª carrera fue el 27 de junio en los 1000 km de Zeltweg, donde Pedro Rodríguez y Richard Attwood en un 917 de Wyer-Gulf se llevaron la Pole position en clasificación y luego ganaron la carrera, seguidos a dos vueltas por un par de Alfa Romeo T33/3 del Autodelta SpA. Siffert-Bell abandonaron a causa de un problema en el embrague, mientras que Marko-Larrousse también abandonar debido a un accidente. Esta fue la última victoria que lograría un Porsche 917 en el Campeonato Mundial de Marcas.
La 11.ª carrera fue el 24 de julio en las 6 Horas de Watkins Glen, donde ganaron Adamich-Peterson en un Alfa Romeo T33/3, segundos Jo Siffert-Gijs Van Lennep y terceros Derek Bell-Richard Attwood, ambos en un 917 K.
John Wyer fue el socio mayoritario de Porsche para 1970 and 1971, mientras que los otros eran Martini Racing y Porsche Salzburg, ganando el campeonato del mundo en los dos años bajo el liderato de su famoso director de equipo David Yorke (antes Vanwall, después Tecno y Brabham Racing Organisation). En contraste a todo el éxito alrededor del mundo, una victoria en Le Mans no vino de los Porsche con los colores de Gulf, ya que, en 1970, Attwood-Herrmann de Porsche Salzburg triunfaron en un 917 con los colores rojo y blanco de Austria; en 1971 el Dr. Marko/Van Lennep de Martini Racing, tuvieron éxito con las franjas blancas típicas de Martini. Un 917 Kurzheck con los colores de Gulf ganó las 24 Horas de Le Mans solamente en la ficción: en la famosa película de 1970 de Steve McQueen.

### Can-Am 1972, 1973 y 1974

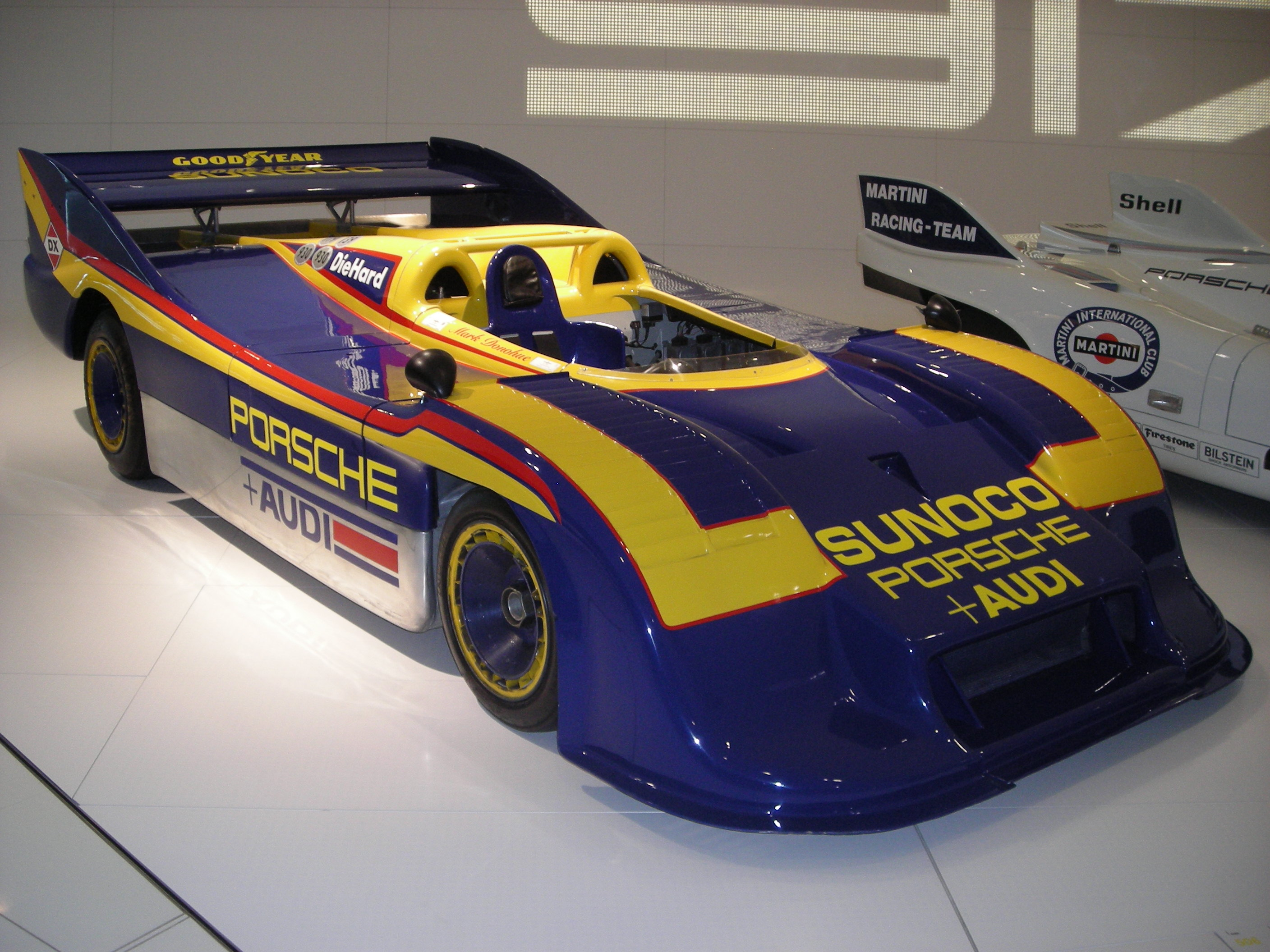
917/30 Can-Am de Mark Donohue en el Museo Porsche.

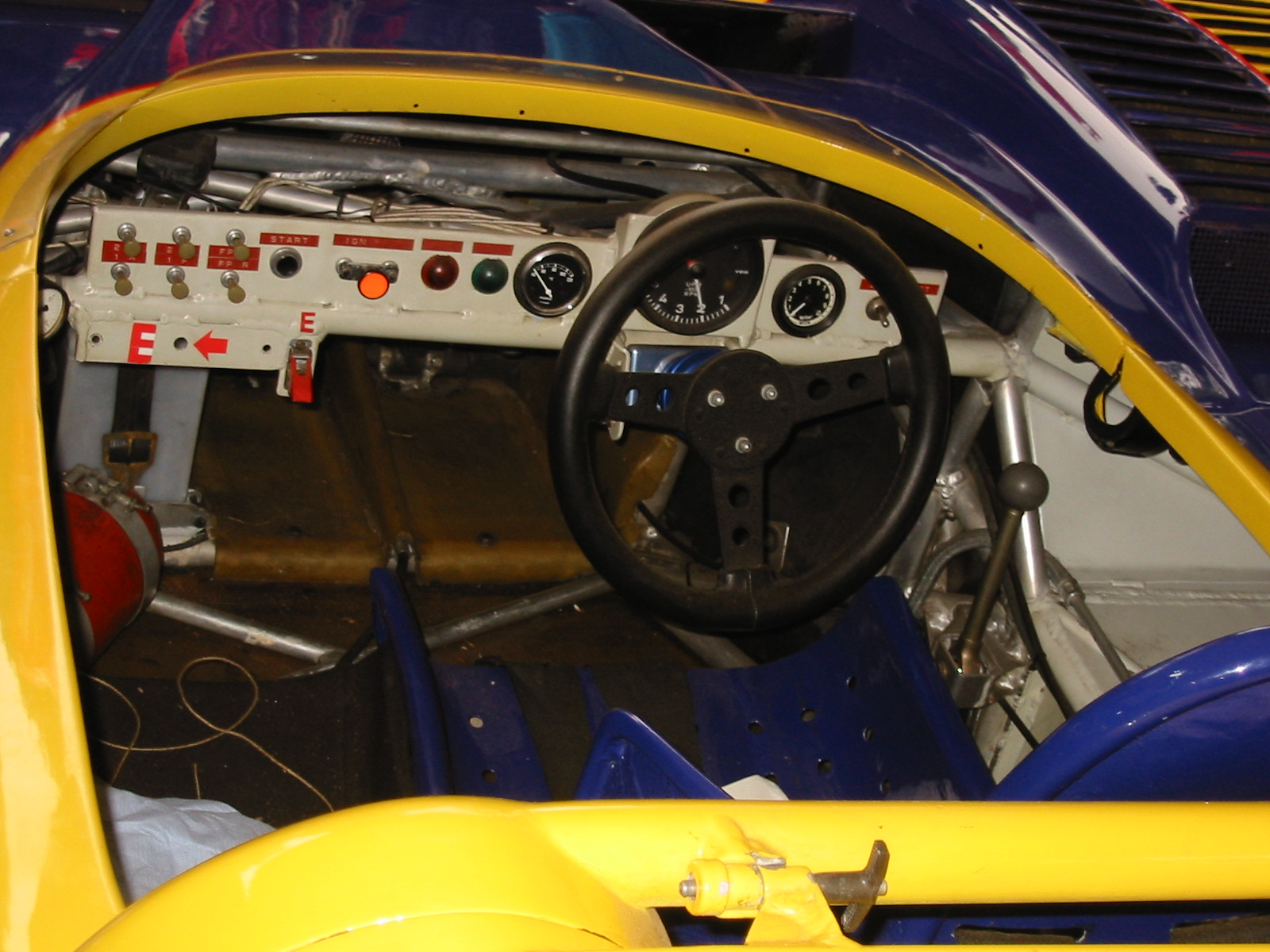
Interior de un 917/30 Can-Am Spyder.

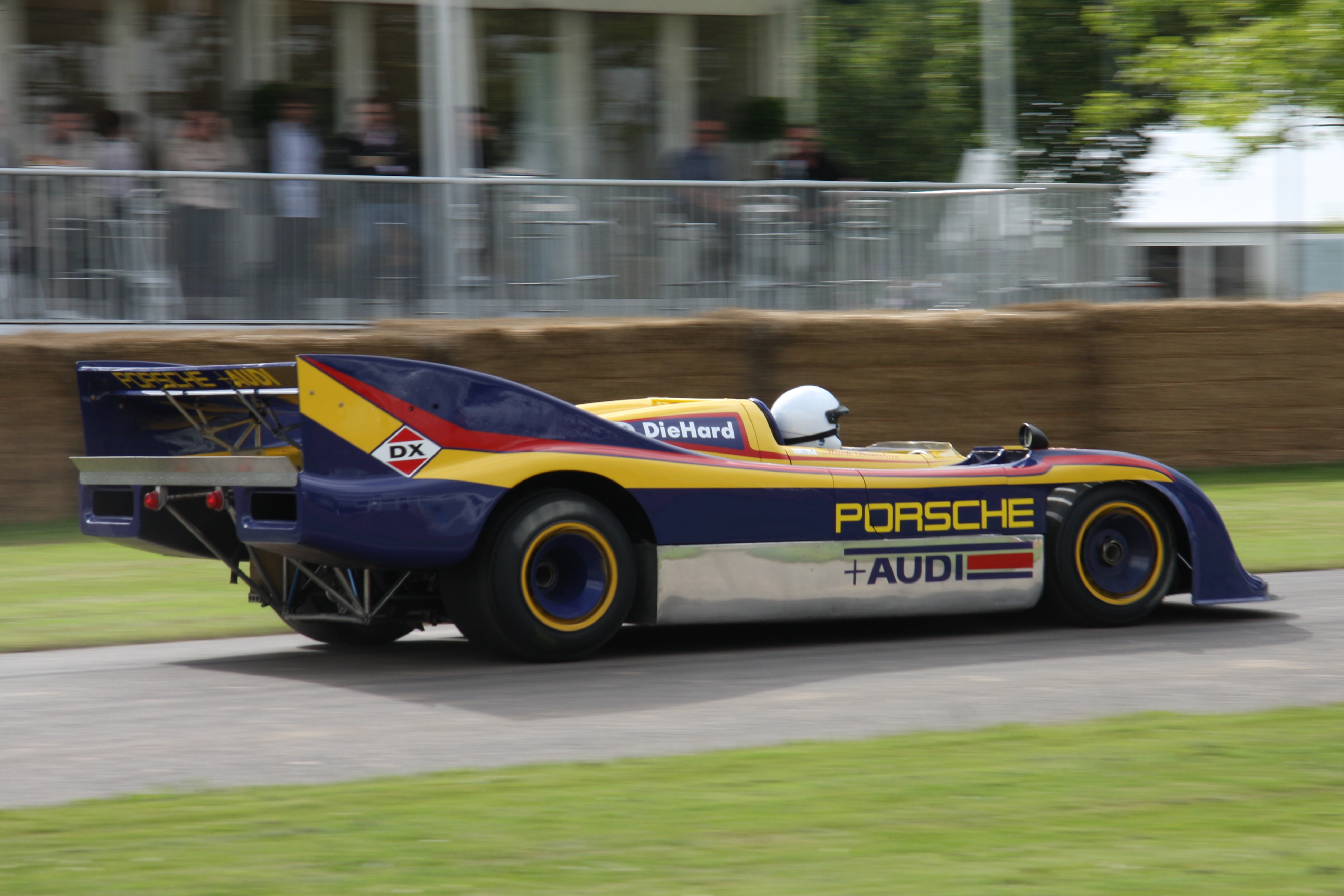
Modelo 1973 de 5.4 litros en el Festival de la Velocidad de Goodwood.

Después de la temporada de 1971, el coche de 4998 cm³ (5 litros) ya no era permitido en el Campeonato Mundial de Marcas, así que Porsche le dio un desarrollo posterior al 917 y lo transfirió al coche de carreras de doble asiento del Grupo 7.
Más tarde, decidieron que el coche para 1972 tendría su base en Pittsburgh, en los laboratorios de Investigación de Gulf y que sería conducido por Jo Siffert. El Vicepresidente Ejecutivo de Gulf, Grady Davies, estaba muy entusiasmado en prolongar su contrato con el equipo de John Wyer para esa campaña norteamericana.
Roger Penske reemplazó a John Wyer como socio de Porsche en competiciones internacionales, cuando el 917/10 de L&M ganó la Can-Am de 1972 conducido por George Follmer; y Donohue repitió el éxito con el 917/30 de Sunoco el año siguiente. John Wyer desarrolló un nuevo prototipo Gulf Mirage, usando un motor Ford Cosworth DFV de 3 litros, de acuerdo con las regulaciones actualizadas desde 1972.
En 1973 en las series Can-Am, la versión de 5374 cm³ (5,4 litros) turbo del Porsche 917/30, desarrolló más de 1100 CV (1085 HP; 809 kW) a una presión de 1,3 bares (18,5 psi) y hasta 1580 CV (1558 HP; 1162 kW) a una presión de 2 bares (28,4 psi) en calificación.
En 1973, Porsche y Penske actualizaron de nuevo los coches. El 917/30 de Donohue tenía una nueva línea de carrocería y un nuevo motor plano de 5374 cm³ (5,4 litros) de 12 válvulas biturbo que producía 1100 HP (1115 CV; 820 kW) y un par motor máximo de 810 lb·pie (1098 N·m) en la pista de carreras, aunque se mostraban 1500 HP (1521 CV; 1119 kW) en el laboratorio. Este fue el coche de carreras más poderoso hasta que llegaron los Fórmula 1 turboalimentados a mediados de los años 1980.

“Este auto era un monumento a mi carrera como ingeniero y como piloto…”
dijo Donohue.

Porsche ganó las ocho competencias en 1973. Charlie Kemp y George Follmer ganaron las dos primeras carreras en los 917/10 K, antes de que Donohue entrara con el 917/30 y ganara seis carreras en línea y luego el campeonato. Era la primera vez que alguien ganaba seis carreras en línea en la serie Can-Am.
Para 1974, la SCCA, en parte por la crisis del petróleo de 1973 de la OPEP y en parte por el dominio de los motores turbo de Porsche, introdujo un límite máximo de consumo de 3 mpgAm (78,4 L/100 km; 1,3 km/L), lo que sacó a Porsche de la Can-Am, por lo que los únicos Porsche regulares durante la temporada de cinco carreras, eran un par de viejos 908. El 917/30 hizo una aparición en 1974 en la carrera de Can-Am de Mid-Ohio Sports Car Course. Se decía que era en esta pista donde el coche tenía el mejor consumo de combustible, aunque otro rumor decía que los promotores de la carrera no fueron muy rígidos en las reglas de consumo, al tratar de incrementar el interés en la agonizante serie. Brian Redman comenzó primero, pero terminó segundo. El 917/30 corrió una última carrera el 9 de agosto de 1975, antes de retirarse forzosamente al museo y ocasionalmente a una carrera histórica. Donohue condujo su coche en el Talladega Superspeedway para poner un récord de velocidad en pista cerrada de 221,12 mph (355,86 km/h) y a 250 mph (402 km/h) en las rectas.

### 1981

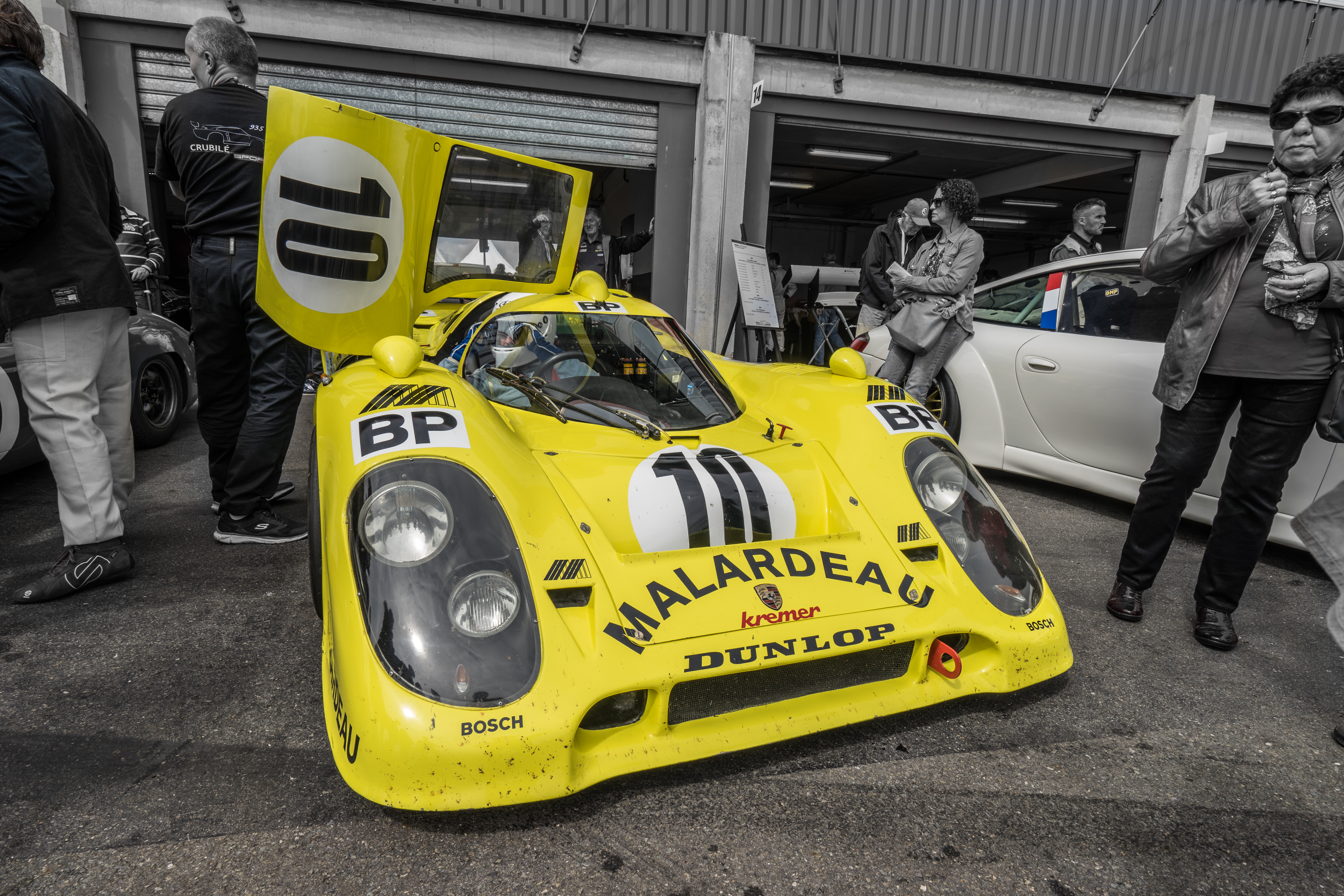
917 K de 1981 con los colores de Malardeau.

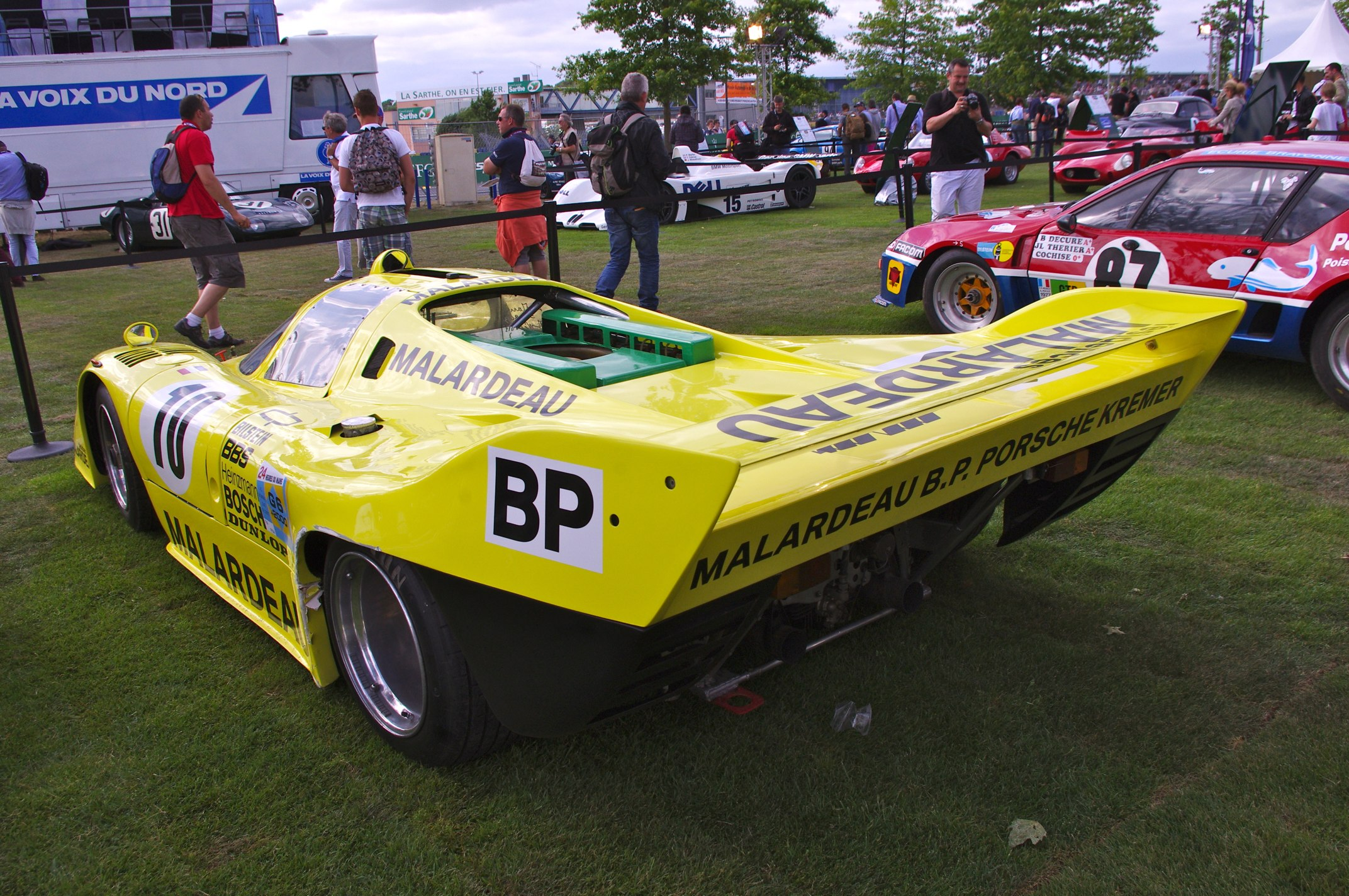
Vista trasera.

El final deportivo profesional del 917 se produjo en 1981, cuando los nuevos Grupo C definidos por la FIA comenzaban las carreras de resistencia. A finales de los años 1970, los hermanos Erwin y Manfred Kremer, conocidos preparadores de los coches de la marca de Zuffenhausen y con grandes éxitos en sus participaciones con los 911 y los 935, decidieron recolectar todas las piezas que pudieran encontrar de los diferentes 917 existentes hasta entonces, aunque fueran coupé o spyder. 
A finales de 1980, ya disponían de las piezas suficientes como para construir dos chasis completos, pero estudiando la reglamentación para 1981, cuando se dio la transición entre los Grupos 5 y 6 y los nuevos Grupo C y después de analizar los reglamentos, se percataron que el 917 podría ser un arma adecuada para correr las 24 Horas de Le Mans. Obtuvieron la confirmación de que un 917 podría participar en la edición 1981 de Le Mans.
Desde su base de Colonia (Alemania), decidieron producir un coche para competir por la clasificación scratch. Porsche colaboró con planos, algunos de los ingenieros que desarrollaron el proyecto inicial y con la fabricación de dos motores 12 cilindros planos, uno de 4494 cm³ (4,5 litros) y otro de 5 litros. Los Kremer, aunque basaron la construcción en los parámetros originales, se vieron obligados a realizar algunas modificaciones y adaptaciones al coche de acuerdo a los nuevos tiempos. El chasis era prácticamente semejante al de los años de éxitos, pero hubo que realizar algunas modificaciones para adaptar frenos y suspensiones, que tendrían que admitir los nuevos neumáticos slicks Dunlop y las modernas llantas BBS que los iban a soportar.
El habitáculo era semejante al de los diferentes 917 coupé de 1969 y 1971, con la única variación de tener que practicar una apertura en el techo de la carlinga para poder homologarlo como Grupo 6. El resto de la carrocería, fabricada en poliéster, fue dotada de una aerodinámica especial, mezcla de sus líneas originales y de las modernas pertenecientes a los Grupo C. La principal modificación se observó en la cola, donde un alerón unió las dos aletas laterales semejantes a las de las carrocerías K de 1971. El aspecto era una especie de cruce entre el vencedor de Le Mans en 1971 en su parte delantera y el 917/30 de la Can-Am en su trasera.
El coche se pintó con los colores amarillos de su patrocinador Malardeau y quedó listo para las pruebas de clasificación. Su denominación era 917/81, conducido por Bob Wollek, Xavier Lapeyre y Guy Chasseuil. Se clasificó fácilmente para la prueba a pesar de los problemas surgidos con las relaciones de cambio, que hacían girar al motor a un altísimo régimen de vueltas. En la carrera, el coche mantuvo un buen comportamiento, girando sistemáticamente entre los diez primeros puestos. Todo marchaba perfectamente hasta que en la octava hora de carrera, ya en plena noche, al doblar a un vehículo más lento, uno de sus pilotos sufrió una salida de pista, dañando una de las conducciones de aceite. Logró llegar a los boxes con la mecánica bastante castigada por la pérdida de aceite y sus responsables decidieron no forzarlo y abandonar definitivamente.
Fue en Brands Hatch, en la última carrera de la temporada de 1981, donde nuevamente conducido por Bob Wollek, se batió con los modernos vehículos Sport, rodando apenas unos segundos más lento por vuelta que los punteros y manteniéndose en los puestos de cabeza, hasta que la rotura de un latiguillo del freno produjo una salida de pista que fue definitiva. Allí terminaba para siempre la época del 917; y allí empezaría otra para los Porsche 956 y Porsche 962.
Lo que se dice es que la atmósfera en los pits del equipo de Kremer en aquella oportunidad, era bastante mala. Unos dicen que Wollek estaba muy contrariado con el pobre rendimiento del coche, tanto en su velocidad como en el excesivo consumo de combustible y que tuvo abandonó la pista antes de que el coche fuese retirado. Otros afirman que Wollek no estaba muy feliz, pero no tanto por el rendimiento del coche, aunque ya se sabía que era un experimento, sino por el de sus compañeros pilotos que no eran adecuados, sobre todo Lapeyre.

## Sumario de triunfos más destacables
| Fecha      | Carrera                 | Pilotos                           | Distancia total         | Velocidad promedio       |
| ---------- | ----------------------- | --------------------------------- | ----------------------- | ------------------------ |
| 10/08/1969 | 1000 km de Zeltweg      | Jo Siffert y Kurt Ahrens Jr.      | 1004,87 km (624,4 mi)   | 186,308 km/h (115,8 mph) |
| 01/02/1970 | 24 Horas de Daytona     | Pedro Rodríguez y Leo Kinnunen    | 4439,279 km (2758,4 mi) | 184,859 km/h (114,9 mph) |
| 12/04/1970 | 1000 km de Brands Hatch | Pedro Rodríguez y Leo Kinnunen    | 1002,219 km (622,8 mi)  | 148,296 km/h (92,1 mph)  |
| 25/04/1970 | 1000 km de Monza        | Pedro Rodríguez y Leo Kinnunen    | 1000,5 km (621,7 mi)    | 232,649 km/h (144,6 mph) |
| 17/05/1970 | 1000 km de Spa          | Jo Siffert y Brian Redman         | 1001,1 km (622,1 mi)    | 240,46 km/h (149,4 mph)  |
| 16/06/1970 | 24 Horas de Le Mans     | Hans Herrmann y Richard Attwood   | 4607,81 km (2863,2 mi)  | 191,992 km/h (119,3 mph) |
| 11/07/1970 | 6 Horas de Watkins Glen | Pedro Rodríguez y Leo Kinnunen    | 1140,059 km (708,4 mi)  | 189,592 km/h (117,8 mph) |
| 11/10/1970 | 1000 km de Zeltweg      | Jo Siffert y Brian Redman         | 1004,87 km (624,4 mi)   | 195,704 km/h (121,6 mph) |
| 10/01/1971 | 1000 km de Buenos Aires | Jo Siffert y Derek Bell           | 1010,081 km (627,6 mi)  | 186,229 km/h (115,7 mph) |
| 31/01/1971 | 24 Horas de Daytona     | Pedro Rodríguez y Jackie Oliver   | 4218,542 km (2621,3 mi) | 175,655 km/h (109,1 mph) |
| 21/03/1971 | 12 Horas de Sebring     | Vic Elford y Gérard Larrousse     | 2175,833 km (1352,0 mi) | 181,053 km/h (112,5 mph) |
| 25/04/1971 | 1000 km de Monza        | Pedro Rodríguez y Jackie Oliver   | 1000,5 km (621,7 mi)    | 235,834 km/h (146,5 mph) |
| 09/05/1971 | 1000 km de Spa          | Pedro Rodríguez y Jackie Oliver   | 1001,1 km (622,1 mi)    | 249,069 km/h (154,8 mph) |
| 13/06/1971 | 24 Horas de Le Mans     | Gijs van Lennep y Helmut Marko    | 5335,313 km (3315,2 mi) | 222,304 km/h (138,1 mph) |
| 27/06/1971 | 1000 km de Zeltweg      | Pedro Rodríguez y Richard Attwood | 1004,87 km (624,4 mi)   | 198,047 km/h (123,1 mph) |

## Características técnicas

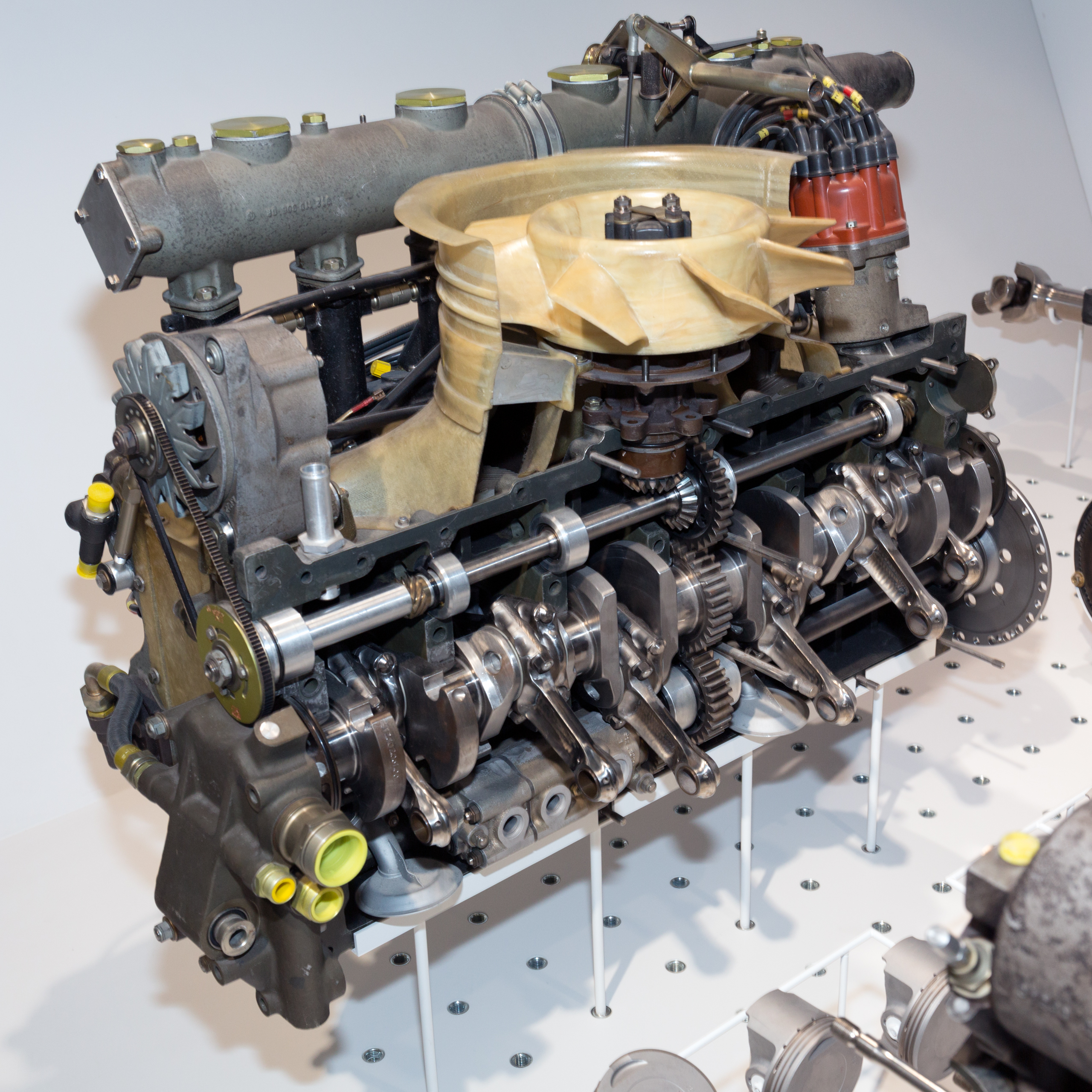
Corte longitudinal del motor Tipo 912 del 917/30, en el Museo Porsche.

Estaba impulsado por un motor V12 a 180° Tipo 912 de 4494 cm³ (4,5 litros), 4907 cm³ (4,9 litros) o 4998 cm³ (5 litros). La versión con cola extendida era capaz de acelerar de 0 a 100 km/h (62 mph) en menos de 2,5 segundos y desarrollaba una velocidad máxima superior a los 396 km/h (246 mph).
El vehículo estaba construido sobre un chasis integral muy liviano de 42 kg (93 libras) y su planta motriz era un motor de 4494 cm³ (4,5 litros) refrigerado por aire con una relación 4 entre ejes.
Para que el coche fuera compacto tomando en cuenta el gran tamaño del motor, el asiento del conductor estaba tan tirado hacia la parte delantera del chasis que los pies del piloto se encontraban ubicados delante del eje delantero del automóvil.
Incorporaba tecnología de última generación: el primer motor Porsche de 12 cilindros y muchos componentes de titanio, magnesio y aleaciones exóticas que habían sido desarrolladas para automóviles livianos de carreras de ascenso a montañas "Bergspider". Otras ideas para reducir su peso eran más simples, como utilizar una manija de la palanca de cambios construida de madera de balsa.
| Años                                  | 1969–1970 | 1970–1971 (917 K)                                                                                              | 1971 (917/10)                                                                                                  | 1973 (917/30)                                                                                                  |
| ------------------------------------- | --- | --- | --- | --- |
| Materiales del motor                  | Culatas de aleación de aluminio ligera y bloque de aleación de magnesio                                        | Culatas de aleación de aluminio ligera y bloque de aleación de magnesio                                        | Culatas de aleación de aluminio ligera y bloque de aleación de magnesio                                        | Culatas de aleación de aluminio ligera y bloque de aleación de magnesio                                        |
| Peso del motor                        | 250 a 260 kg (551 a 573 libras)                                                                                | 250 a 260 kg (551 a 573 libras)                                                                                | 250 a 260 kg (551 a 573 libras)                                                                                | 250 a 260 kg (551 a 573 libras)                                                                                |
| Cilindrada                            | 4494 cm³ (4,5 L)                                                                                               | 4907 cm³ (4,9 L)                                                                                               | 4998 cm³ (5 L)                                                                                                 | 5374 cm³ (5,4 L)                                                                                               |
| Diámetro x carrera                    | 85 x 66 mm (3,3 x 2,6 plg)                                                                                     | 86 x 70,4 mm (3,4 x 2,8 plg)                                                                                   | 86,8 x 70,4 mm (3,4 x 2,8 plg)                                                                                 | 90 x 70,4 mm (3,5 x 2,8 plg)                                                                                   |
| Relación de compresión                | 10,5:1 | 10,5:1 | 10,5:1 | 6,5:1 |
| Potencia máxima                       | 560 a 580 CV (552 a 572 HP) (412 a 427 kW) @ 8300 rpm                                                          | 600 CV (592 HP; 441 kW) @ 8300 rpm                                                                             | 630 CV (621 HP; 463 kW) @ 8300 rpm                                                                             | 1100 CV (1085 HP; 809 kW) @ 7800 rpm                                                                           |
| Par máximo                            | 50 kg·m (490 N·m; 362 lb·pie) @ 6800 rpm                                                                       | 57,4 kg·m (563 N·m; 415 lb·pie) @ 6400 rpm                                                                     | 58,7 kg·m (576 N·m; 425 lb·pie) @ 6400 rpm                                                                     | 113,4 kg·m (1112 N·m; 820 lb·pie) @ 6400 rpm                                                                   |
| Sistema de refrigeración              | Por aire y turbina                                                                                             | Por aire y turbina                                                                                             | Por aire y turbina                                                                                             | Por aire y turbina                                                                                             |
| Sistema de lubricación                | Cárter seco | Cárter seco | Cárter seco | Cárter seco |
| Distribución                          | Doble (DOHC) árbol de levas en la cabeza por cada bancada de cilindros y 2 válvulas por cilindro (24 en total) | Doble (DOHC) árbol de levas en la cabeza por cada bancada de cilindros y 2 válvulas por cilindro (24 en total) | Doble (DOHC) árbol de levas en la cabeza por cada bancada de cilindros y 2 válvulas por cilindro (24 en total) | Doble (DOHC) árbol de levas en la cabeza por cada bancada de cilindros y 2 válvulas por cilindro (24 en total) |
| Alimentación                          | Inyección indirecta Bosch                                                                                      | Inyección indirecta Bosch                                                                                      | Inyección indirecta Bosch                                                                                      | Inyección indirecta Bosch                                                                                      |
| Aspiración                            | Natural | Natural | Natural | Biturbo Eberspacher                                                                                            |
| Orden de encendido                    | 1-9-5-12-3-8-6-10-2-7-4-11                                                                                     | 1-9-5-12-3-8-6-10-2-7-4-11                                                                                     | 1-9-5-12-3-8-6-10-2-7-4-11                                                                                     | 1-9-5-12-3-8-6-10-2-7-4-11                                                                                     |
| Dirección                             | Cremallera y piñón, accionado por engranajes                                                                   | Cremallera y piñón, accionado por engranajes                                                                   | Cremallera y piñón, accionado por engranajes                                                                   | Cremallera y piñón, accionado por engranajes                                                                   |
| Capacidad del depósito de combustible | 120 litros (31,7 galAm)                                                                                        | 120 litros (31,7 galAm)                                                                                        | 120 litros (31,7 galAm)                                                                                        | 400 litros (105,7 galAm)                                                                                       |

### Motor de 16 cilindros

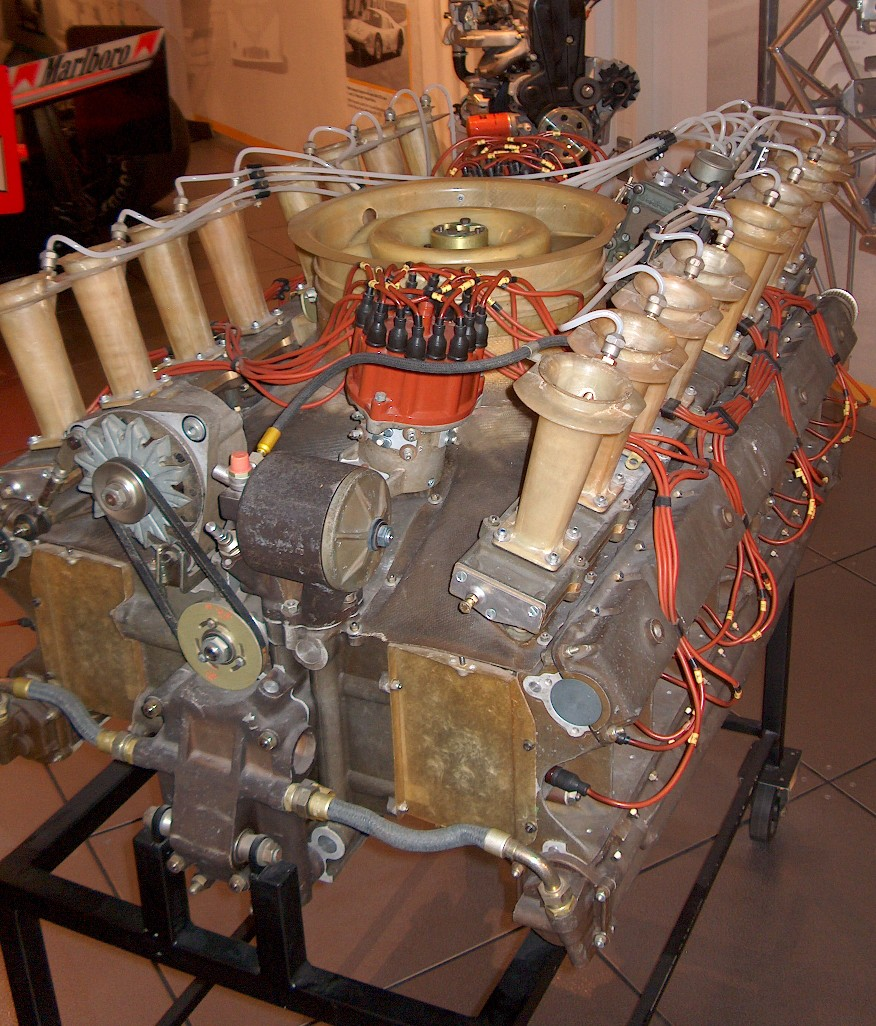
Motor experimental de 16 cilindros fabricado para las series Can-Am, en el Museo Porsche.

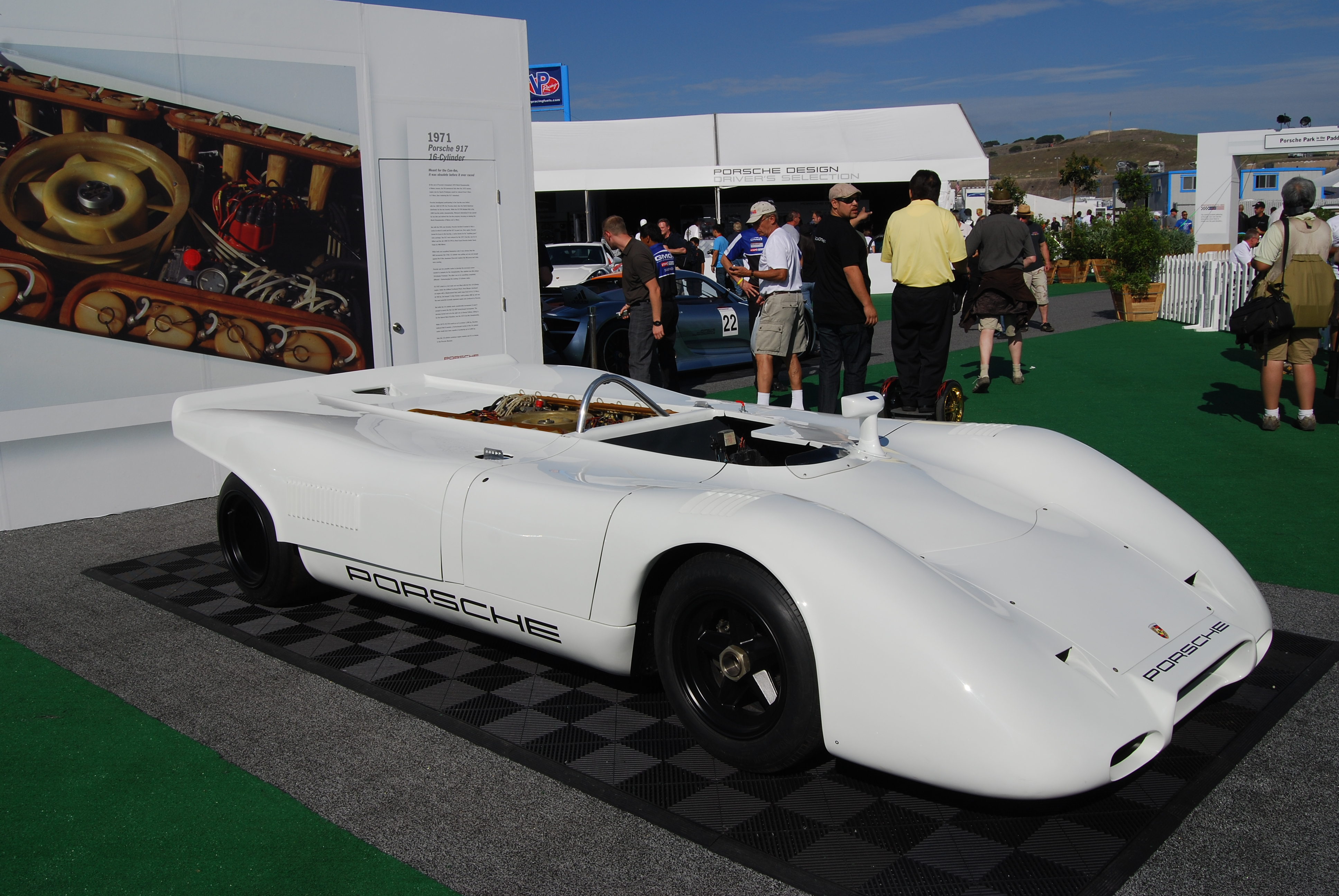
Carrocería del prototipo 917 de 16 cilindros.

Después de terminar de diseñar al 917, fue desarrollado un motor de 16 cilindros llamado Type 917.16. Era una investigación experimental que no tenía como destino la Can-Am, pero tiempo más tarde cuando se decidió participar en ella, fue considerado como una de las opciones para el coche, ya que entre los equipos técnicos de Porsche y Ferrari se libraba una guerra de nervios, con secretos y falsos rumores de todo tipo para "asustar" al adversario y este fue un ejemplo a fin de preocupar a la firma italiana.
La versión normalmente aspirada tenía una cilindrada de 7,2 litros y erogaba 850 HP (862 CV; 634 kW), aunque también se rumoraba que era de 6,9 litros y 755 HP (765 CV; 563 kW). Fue la versión que utilizó el modificado 917PA para el Can-Am original, el cual fue alargado en 10,6 pulgadas (26,9 cm). 

"La cosa es un monstruo. Se puede escuchar una parte del motor encenderse antes que la otra…"
"The thing was a monster. You could hear one end (of the engine) start up before the other..."
dijo Mark Donohue al probarlo.

Porsche optó finalmente por competir en Can Am con motores de 12 cilindros turboalimentados, dado que en las primeras pruebas con ese motor obtuvo más de 1500 HP (1521 CV; 1119 kW).
Las pruebas se realizaron sobre el Porsche 917 PA con el chasis #027 en el circuito de Zeltweg en octubre de 1969. El proyecto se inició como un desarrollo puramente investigativo.
Según Hans Mezger, decía que en su momento fue un gran secreto y que nadie conocía detalles, pero hubo un periodista italiano quien visitó los talleres y vio un motor de 16 cilindros sobre un banco, al que le tomó una fotografía especial que mostraba al motor de 12 cilindros y al de 16 cilindros reducido en su tamaño. Se dijo que era el nuevo motor de 5 litros. La foto fue publicada a mediados de 1970 para preocupar a Ferrari, quienes aguardaban el desarrollo del 512. Tiempo después Ferrari decidió abandonar la competición contra los 917 en la categoría Sport, por lo que es probable que Porsche haya ganado la guerra psicológica en ese momento.
De acuerdo con una revista francesa, diez motores fueron ordenados, los cuales estaban basados en el 12 cilindros de 4494 cm³ (4,5 litros) y cuya cilindrada era de 6943 cm³ (6,9 litros), con un diámetro x carrera del pistón de 86 x 70,4 mm (3,39 x 2,77 pulgadas). Solamente tres fueron construidos: el primero fue probado en el banco de pruebas donde entregó 755 HP (765 CV; 563 kW) a las 8200 rpm y un par máximo de 73,4 kg·m (720 N·m; 531 lb·pie) a las 6800 rpm, mientras que el segundo fue utilizado para las fotos antes mencionadas y el tercero fue colocado en el 917-027.

## En la cultura popular
Un 917 K de 1970 con los colores de Gulf, fue protagonista junto con Steve McQueen en la película Le Mans, el cual fue subastado en 2017 por más de US$14 000 000 (equivalente a $17 402 118 en 2023), convirtiéndolo hasta ese momento en el Porsche más caro de la historia.
También ha aparecido en algunos videojuegos de carreras, tales como: Le Mans 24, Need for Speed: Porsche Unleashed, Forza Horizon 4, Forza Motorsport 7, Assetto Corsa, Project CARS 2, Project CARS 3, Gran Turismo 7, entre otros.